# Цирський (заказник)
Ци́рський зака́зник — гідрологічний заказник місцевого значення в Україні. Об'єкт розташований на території Любешівського району Волинської області, с. Цир. 
Площа — 210 га, статус отриманий у 1979 році. Входить до складу  національного природного парку «Прип'ять-Стохід».
Охороняються болотні масиви в заплаві річки Цир – правої притоки Прип'яті, де зростають береза повисла (Betula pendula), вільха чорна (Alnus glutinosa), сосна звичайна (Pinus sylvestris), осика (Populus tremula), калина звичайна (Viburnum opulus), черемха звичайна (Prunus padus), крушина ламка (Frangula alnus). Чагарникові зарості – місце розмноження водно-болотяної дичини та інших видів фауни. Заказник входить до складу водно-болотних угідь міжнародного значення, що охороняються Рамсарською конвенцією головним чином як середовища існування водоплавних птахів, а також до Смарагдової мережі Європи.